# Schéma du canal de la Marne au Rhin
Cette page est une annexe de l'article « canal de la Marne au Rhin ».

## Profil
Le graphique qui aurait dû être présenté ici ne peut pas être affiché car il utilise l'ancienne extension Graph, désactivée pour des questions de sécurité. Des indications pour créer un nouveau graphique avec la nouvelle extension Chart sont disponibles ici.

(1) altitudes aux écluses dans le référentiel NGF Lallemand (1) Nivellement général de la France

## Tracé
| leer | leer | leer | leer | leer |

| GRZq | GRZq | uFABZq+lr | GRZq | GRZq |

| leer | leer | uSTR | leer | leer |

| leer | leer | uABZg+l | uSTRq+GRZ | uCONTfq |

| leer | leer | uSTR | leer | leer |

| leer | leer | uLOCKSd | leer | leer |

| uENDEaq | uSTRq+GRZ | uFABZgr+r | leer | leer |

| leer | leer | uTUNNEL1 | leer | leer |

| leer | leer | uSTR | leer | leer |

| leer | leer | uLOCKSd | leer | leer |

| leer | leer | uABZg+l | uSTRq+GRZ | uCONTfq |

| leer | uCONTg | uSTR | leer | leer |

| leer | uFABZgl+l | uABZmgr +g | leer | leer |

| leer | uSKRZ-Eu | gLock3 | REq | leer |

| leer | uSTR | gSTR | leer | leer |

| leer | uSTR | gLock3 | leer | leer |

| leer | uLock3 | gSTR | leer | leer |

| leer | umKRZu | gmKRZu | STRq | leer |

| uexCONTgq | uWEIRl | gSTR | leer | leer |

| leer | ueFABZgl+l | ghKRZWae | WKBHFeq | leer |

| leer | uLockWeir | gtSTRa | leer | leer |

| leer | uSTR | gtSTRe | leer | leer |

| leer | umKRZu | gmKRZu | STRq | leer |

| leer | uSTRl | ghKRZWae | uSTR+r | leer |

| leer | leer | gLock3 | uSTR | uCONTg |

| leer | leer | gSTR | uSTRl | uFABZgr+r |

| leer | leer | gSTR | leer | uDOCKae |

| GRZq | GRZq | uFABZgl+l | uLockr | uFABZgr+r |

| leer | leer | uSTR | leer | WASSER |

| leer | REq | uhSTRae | REq | WASSER |

| leer | REq | uhSTRae | REq | WASSER |

| leer | leer | uLOCKSd | leer | WASSER |

| uCONTgq | uSTRq+GRZ | uFABZgr+r | leer | WASSER |

| WCONTgq | WASSERq | uhKRZWae | WASSERq | WASSERr |

| WFALLgq | WASSERq | uWEIRl | leer | leer |

| leer | leer | uSTR | leer | leer |

| leer | leer | uABZg+l | uSTRq+GRZ | uCONTfq |

| WCONTgq | WASSERq | uhKRZWae | WASSERq | WASSERr |

| WFALLgq | WASSERq | uWEIRl | leer | leer |

| leer | gSTR+l | ugFABZgr+r | leer | leer |

| leer | gLock3 | uTHSTaoq | uSTR+r | leer |

| leer | gSTRl | uFABZglmr+lmr +g | uSTRr | leer |

| leer | leer | uLOCKSd | leer | leer |

| WFALLgq | WASSERq | uWEIRl | leer | leer |

| uCONTgq | uSTRq+GRZ | uFABZgr+r | leer | leer |

| GRZq | GRZq | uFABZqlr | GRZq | GRZq |

Légende du Schéma
| Légende                        | PK     | Désignation                                          | Désignation                             |     |
| ------------------------------ | ------ | ---------------------------------------------------- | --------------------------------------- | --- |
|                                |        |                                                      |                                         |     |
| RAq · RYq · uLock3 · RYq · REq | 00.000 | Écluse n° XX (Nom de la route) de .....Versant ..... | Écluse avec pont sur tête amont ou aval |     |
| RAq                            | RYq    | uLock3                                               | RYq                                     | REq |

1. ↑  Décret du 5 mars 2001 portant déclassement du domaine public fluvial l'Etat de l'ancien canal de la Marne au Rhin entre Frouard et Toul (lire en ligne)